# القضايا البيئية في الأردن
يعاني الأردن من عدد لا يحصى من المشاكل البيئية المتعلقة بإمدادات المياه ونوعيتها، وتلوث الأراضي، وتلوث الهواء، والتحديث السريع، والمخاطر الطبيعية. وقد تفاقمت العديد من هذه المشاكل بسبب الزيادة السريعة في عدد السكان التي شهدها الأردن منذ عام 1950، مدفوعة بشكل رئيسي بموجات كبيرة من اللاجئين. في خمسينيات القرن العشرين، كان عدد سكان الأردن 560،000 نسمة – وارتفع هذا العدد إلى 8.1 مليون نسمة بحلول عام 2015. وقد ساهم ذلك أيضًا في التحضر السريع منذ الستينيات، حيث كان 49% من السكان يعيشون في المناطق الريفية. وفي عام 2021، انخفضت نسبة سكان الريف في الأردن إلى 8%. تتأثر الهجرة من الريف إلى الحضر بشدة بقضايا الاستقرار الغذائي والوظيفي، وهي قضايا تفاقمت تمامًا بسبب تغير المناخ.
قام الأردن بمحاولات لمواجهة التغير المناخي من خلال سياسات مثل السياسة الوطنية للتغير المناخي 2022–2050، الاستراتيجية الوطنية للمياه 2023–2040، أو مبادرة الإدارة المتكاملة للمناظر الطبيعية في الأردن (JILMI). تشمل حركات النشطاء البيئيين للمساهمة في جهود العمل المناخي مشروع تعزيز مشاركة المرأة في قطاع إدارة النفايات الصلبة التابع لبرنامج الأمم المتحدة الإنمائي، برنامج منح جمعية الأغذية والزراعة لتعزيز أنظمة الأغذية الزراعية، أو العمل الذي تقوم به إيكوبيس الشرق الأوسط.

وادي نهر الأردن

## الجغرافيا والمناخ
تقع الأردن جغرافياً في غرب آسيا، جنوب سوريا، غرب العراق، شمال غرب السعودية، شرق إسرائيل والأراضي الفلسطينية في الضفة الغربية. وتبلغ مساحتها حوالي 89،544 كم 2. (34،573 ميل مربع).
يمكن تقسيم تضاريس الأردن إلى ثلاث مناطق شجرية: الأخدود المنخفض في وادي الأردن، والمرتفعات الجبلية، وهضبة البادية الصحراوية. تتألف الأراضي المرتفعة الشرقية والغربية إلى حد كبير من هضبة صحراوية.
مناخ الأردن هو مزيج متنوع بين مناخ حوض البحر الأبيض المتوسط والصحراء القاحلة، ويتميز بصيف حار وجاف وشتاء جاف ومعتدل ورطب. ويوجد مناخ استوائي جاف في وادي الأردن، ومناخ البحر الأبيض المتوسط والسهوب الدافئة في المرتفعات الجبلية، ومناخ صحراوي جاف في البادية الشرقية.

## التغير المناخي
تساهم الأردن بنسبة 0.06% فقط من انبعاثات الغازات المسببة للاحتباس الحراري على مستوى العالم. ومع ذلك، فإن تأثيرات تغير المناخ شديدة ومن المرجح أن تؤثر سلبًا على المجتمع واقتصاده. إن تغير المناخ له مجموعة واسعة من التأثيرات في الأردن: حيث يؤدي تغير المناخ إلى تقليل هطول الأمطار في الأردن، وتكثيف الجفاف، وجعل المياه أكثر ندرة في منطقة تعاني بالفعل من ندرة المياه، ومن المرجح أن تتسبب الأحداث المرتبطة بالطقس في حدوث الجفاف والفيضانات والانهيارات الأرضية. يواجه الأردن حالات جفاف شديدة تؤدي إلى تفاقم مخاوف ندرة المياه في الأردن بسبب مزيج من مناخه الصحراوي وتأثيرات الاحتباس الحراري الناجمة عن تغير المناخ. وتعتبر هذه الجفافات دورية: على سبيل المثال، واجهت الأردن فترة جفاف شديدة من عام 1998 إلى عام 2000 والتي ألحقت أضرارا بالغة برفاهيتها الاقتصادية والاجتماعية والبيئية.

## النمو السكاني
لقد شهد الأردن نموًا سكانيًا سريعًا وغير مستدام. بدءًا من حوالي ستينيات القرن العشرين، بدأت البلاد تشهد تحديثًا سريعًا، مما أدى بدوره إلى التحضر. ومنذ ذلك الحين، تشير تقديرات الأمم المتحدة إلى أن عدد سكان المدن في الأردن تضاعف أو تضاعف ثلاث مرات كل 25 إلى 30 عامًا. إن هذه الزيادة في عدد السكان، في حين أنها ترجع في جزء كبير منها إلى ارتفاع معدل المواليد الذي شهدته البلاد، إلا أنها أيضا مدفوعة إلى حد كبير بأزمة اللاجئين السوريين. وقد استقبلت الأردن حوالي 600 ألف لاجئ سوري من أصل 2.5 مليون لاجئ. تحتل البلاد المرتبة الثانية من حيث نسبة المواطنين إلى اللاجئين في العالم، والخامسة من حيث عدد اللاجئين. في عام 2015، قُدِّر عدد السوريين المقيمين في الأردن بنحو 1.4 مليون، بما في ذلك أولئك الذين كانوا يقيمون هناك قبل عام 2011. وقد أضافت المعدلات المرتفعة من اللاجئين الذين دخلوا الأردن بسبب الحرب الأهلية السورية المزيد من الضغوط على القضايا السياسية والاقتصادية والموارد في الأردن.

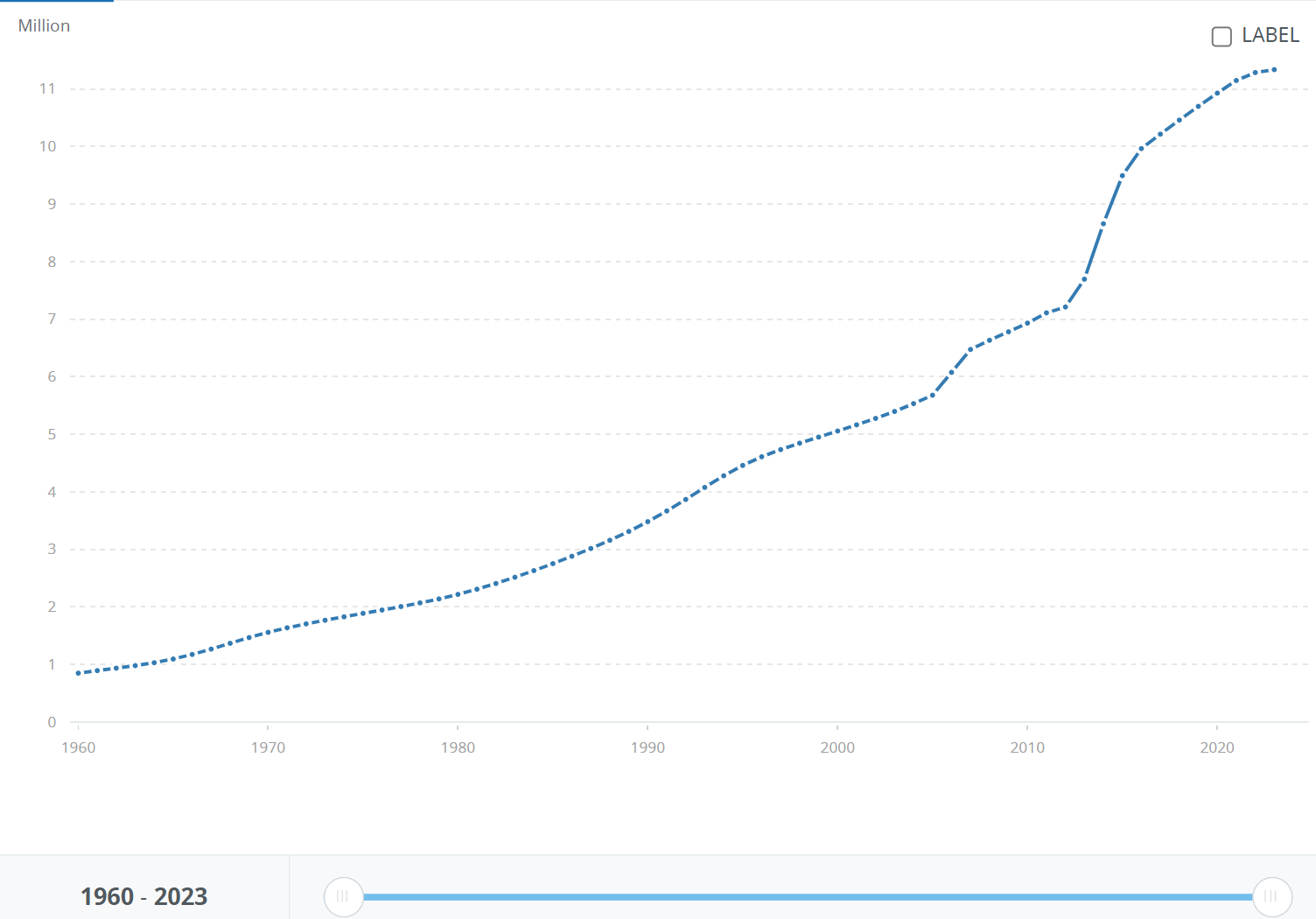
رسم بياني للنمو السكاني في الأردن من عام 1960 إلى عام 2023.

تشير دراسة أجراها برنامج الأمم المتحدة الإنمائي إلى أن إدارة النفايات الصلبة كانت الخدمة الأكثر تضرراً في 33 من أصل 36 مدينة شملها المسح، وكان لدى المشاركين آراء متضاربة حول السبب الرئيسي ومن المسؤول. وأشار كثيرون إلى أن هذا كان خطأ البلدية وبنيتها التحتية التي فشلت في توفير خدمات إدارة النفايات الصلبة بشكل كاف. ومع ذلك، فإن نسبة كبيرة من المشاركين ألقوا اللوم بشكل مباشر على اللاجئين السوريين. ارتفع حجم النفايات الصلبة بمقدار 340 طنًا يوميًا بسبب عدد اللاجئين السوريين. وقد وجد أن التكلفة المالية الإجمالية بلغت حوالي 58.4 مليون دولار في عامي 2013 و2014 وحدهما، وذلك وفقًا لتقرير صادر عن الوكالة الأمريكية للتنمية الدولية (USAID).
يعيش 84% من اللاجئين السوريين في مجتمعات مضيفة – أما البقية فيعيشون في مخيمات اللاجئين. ويفتقر اللاجئون الذين يعيشون في المخيمات أيضًا إلى البنية التحتية المناسبة للتخلص من مياه الصرف الصحي، مما يؤدي إلى إلقاء مياه الصرف الصحي في المسطحات المائية وتلويث إمدادات المياه في وادي الأردن.
ويجد اللاجئون السوريون أنفسهم متمركزين في أكثر مناطق الأردن ندرة في المياه – وهي أقل من المعايير الدولية والوطنية للبنية الأساسية للمياه والصرف الصحي. أدت محاولة الأردن لتلبية احتياجات سكانه المتزايدين إلى تحويل نهر الأردن، بسبب نقص خطوط الأنابيب ونقاط التعبئة، مما أدى إلى تقليص حجمه بشكل كبير.
إن وجود هذا العدد الكبير من اللاجئين، الذين يتركز الكثير منهم في مدن معينة مثل عمّان، يخلق منافسة في المجتمعات المضيفة لهم. وقد أصبحت أزمة اللاجئين مسيسة إلى حد كبير – فالرأي العام حول اللاجئين السوريين سلبي إلى حد كبير. فقد ذكرت دراسة أجرتها منظمة العمل الدولية أن 85% من العمال الأردنيين ذكروا أن السوريين يجب ألا يتمكنوا من دخول الأردن بحرية. وقال 65% منهم أن جميع السوريين يجب أن يكونوا في مخيمات اللاجئين. وقال 96% منهم أنهم يعتقدون أن السوريين يسلبونهم وظائفهم.
وبسبب هذا الرأي العام السلبي، بالإضافة إلى انعدام الثقة في المساعدات الخارجية، دفعت الحكومة الأردنية إلى تقييد مساحة الحماية للسوريين. ومنذ عام 2014، حاول الأردن تقييد تدفق اللاجئين السوريين من خلال إغلاق المعابر الحدودية وزيادة عدد السوريين الذين يعيشون في المخيمات.

## المياه
تمثلت أكبر مشكلة بيئية في الأردن في كمية المياه ونوعيتها. وقد صُنفت البلاد كثاني أكثر دول العالم ندرة في المياه، نظرًا لنصيب الفرد من الموارد المائية المتجددة. وقد أعطت المساعدات الدولية الأولوية في معظم التمويل لإصلاح أزمة المياه في الأردن، وتحديدًا استجابة لأزمة اللاجئين السوريين.

### كمية المياه
الأردن منطقة قاحلة لا تتلقى سوى القليل من الأمطار، مما يجعل من الصعب الحفاظ على إمدادات المياه المنزلية أو الزراعية أو الصناعية. ونتيجة لتأثيرات تغير المناخ، شهدت الأردن بين عامي 1980 و2015 انخفاضًا في معدلات هطول الأمطار. في المتوسط، يحصل الأردن على أقل من 100 مم من الأمطار سنويًا، مع حصول بعض المناطق، مثل الصحراء الشرقية، على 50 مم فقط مم/سنة، حيث تتلقى 3% فقط من الأراضي الأردنية هطولًا سنويًا للأمطار يبلغ 300 مم/سنة. مم/سنة. يؤدي هذا النقص في هطول الأمطار إلى انخفاض مستويات المياه الجوفية والسطحية مما يحد من كمية المياه التي يمكن استخدامها للأغراض المنزلية أو الزراعية أو الصناعية.
في وقت استقلال الأردن عام 1946، كان هناك ما يقدر بنحو 3600 متر مكعب من المياه العذبة للفرد الواحد – وقد انخفض هذا بشكل كبير بسبب التغير السكاني ونضوب إمدادات المياه. وبما أن نصيب الفرد من المياه المتاحة يبلغ 97 متراً مكعباً فقط سنوياً، فإن إمدادات المياه أقل كثيراً من عتبة ندرة المياه المطلقة البالغة 500 متر مكعب للفرد سنوياً. قبل الحرب الأهلية السورية، كان من المتوقع أنه بحلول عام 2025، لن يكون هناك سوى 90 متر مكعب من المياه العذبة للفرد الواحد سنويًا. الموارد المائية السطحية الرئيسية في البلاد هي نهر الأردن ونهر اليرموك، والتي تتقاسمها جارتاها إسرائيل وسوريا.
يتكون نهر الأردن من ثلاثة أنهار تتغذى من الينابيع – نهر الحاصباني في جنوب لبنان، ونهر دان في شمال إسرائيل، ونهر بانياس في سوريا. تتحد كل هذه الأنهار لتشكل حوض نهر الأردن العلوي، الذي يتدفق إلى بحيرة طبريا. يشكل نهر اليرموك، وهو الرافد الرئيسي للنهر، الحدود بين سوريا والأردن. ونتيجة للتحولات الجذرية بين السنوات الرطبة والسنوات الجافة، فإن التدفق السنوي يمكن أن يتراوح من حوالي 200 مليون متر مكعب في السنة إلى حوالي 1000 مليون متر مكعب. يوجد متوسط يبلغ حوالي 500 مليون متر مكعب.
37% من مياه الأردن تأتي من المياه السطحية. وقد تقلصت هذه المياه، التي عادة ما تكون قابلة للتجديد بسهولة أكبر. ونتيجة لانخفاض إمدادات المياه، لجأت شركات المياه الأردنية إلى الإفراط في سحب المياه من مصادر المياه الجوفية المتجددة. وكأحد أعراض ذلك، انخفضت مستويات المياه الجوفية في المناطق المحيطة بهذه الخزانات بشكل كبير، مما تسبب في المزيد من المشاكل لإمدادات المياه الجوفية. يتم استنزاف طبقات المياه الجوفية سنويًا بمعدل ضعف معدل إعادة شحنها. ويؤدي هذا إلى مشاكل في جودة المياه المستخرجة من طبقات المياه الجوفية، وكذلك المياه الجوفية، ويعرض طبقات المياه الجوفية لخطر التلوث أو الانهيار.
ويفقد الأردن أيضًا كميات كبيرة من المياه بسبب البنية التحتية الخاطئة أو الفاشلة أو غير المجهزة جيدًا والسرقة. وتشير تقارير منظمة ميرسي كوربس الدولية للمساعدات الإنسانية إلى أن الأردن يفقد بسبب هذه المشاكل 50% من موارده المائية ـ أي ما لا يقل عن 76 مليار لتر سنويا. يمكن لهذه الكمية من المياه أن توفر ما يزيد عن ثلث سكان الأردن إذا تم إدارتها بشكل صحيح.

#### مشروع نقل مياه الديسي
في محاولة للتخفيف من ندرة المياه في المناطق الحضرية، أنشأت الأردن مشروع نقل مياه الديسي. كان الهدف من هذا الخط هو توصيل المياه من حوض الديسي–المدورة في الجنوب إلى العاصمة عمان في الشمال، وتوفير المياه للزرقاء والعقبة أيضًا. يتم تقاسم هذه الطبقة المائية الجوفية مع المملكة العربية السعودية. تم التعاقد على مشروع نقل مياه الديسي ليمتد على مسافة 325 كيلومترًا كمشروع بقيمة 1.1 مليار دولار ممول من قبل الأردن والبنك الأوروبي للاستثمار وفرنسا والوكالة الأمريكية للتنمية الدولية. تم تنفيذ هذا المشروع من قبل شركة تركية تدعى جاما إلكتريك. وقد وفر المشروع فرص عمل مؤقتة للأفراد في المنطقة، وكان 60% منهم أردنيين. تم تشغيل نقل مياه الديسي بكامل طاقته في يناير 2014. ومع ذلك، فإن المشروع لا يعدو أن يكون حلاً مؤقتاً، إذ من المتوقع أن يستنفد الأردن حصته من المياه الجوفية خلال بضعة عقود. ورغم أن المشروع وفر فرص عمل للمنطقة الجنوبية الأكثر فقراً، إلا أنه فشل في توفير المياه للعديد من الأماكن الأخرى في المنطقة، ولا سيما معان – حيث تم استخراج المياه من طبقة المياه الجوفية. وكانت هذه نقطة خلاف كبيرة وتسببت في توترات في المنطقة.
ومع ذلك، لا تزال إمدادات المياه في الأردن في الوقت الحالي غير كافية لتلبية الطلب الناتج عن عدد السكان. في العاصمة عمّان، ارتفعت الاحتياجات اليومية من المياه في العاصمة عمّان إلى 90،000 متر مكعب أعلى من الحد الأقصى المتاح من المياه اليومية. وهذا يخلق عجزاً قدره 35 مليون متر مكعب (MCM) سنوياً.

#### العلاقات العابرة للحدود
إن تحقيق الطلب الكافي على المياه يصبح صعباً بالنسبة للأردن بسبب جيرانها في المنبع، أي إسرائيل وسوريا، الذين يستغلون مواردهم المائية المشتركة بشكل مفرط من خلال بناء السدود والتحويلات والضخ. وهذا يترك للأردن أقل من 10% من تدفق نهري الأردن العلوي واليرموك. وفي محاولة لتحسين أوضاعها، وقعت الأردن وإسرائيل والإمارات العربية المتحدة إعلان نوايا في نوفمبر/تشرين الثاني 2021. ستسمح هذه الاتفاقية للأردن ببيع الطاقة من حقول الطاقة الشمسية مقابل الحصول على المياه المحلاة من إسرائيل.

#### المحاولات الحالية
لتحسين الأمن المائي، سنّ الأردن مشروع كفاءة قطاع المياه في الأردن في عام 2023 الذي يهدف إلى الحد من استخدام المياه غير المدرة للدخل من خلال تحديث البنية التحتية لإمدادات المياه وإدخال تحسينات عامة عليها. يخطط المشروع أيضًا لزيادة كفاءة الطاقة وخفض تكلفة الطاقة، ويتضمن تدابير للأمن المائي والجفاف لفهم الآثار السلبية لتغير المناخ والعمل على مكافحته بشكل أفضل.

### جودة المياه
يواجه الأردن عددًا لا يحصى من القضايا المتعلقة بجودة المياه والتي بدأت وتفاقمت منذ الخمسينيات. يفتقر الأردن إلى الأراضي الصالحة للزراعة، بسبب تأثيرات تغير المناخ ومناخه الجاف، مما يدفع المزارعين الأردنيين إلى استخدام معدلات عالية من الأسمدة لزراعة محاصيلهم. غالبًا ما يتسرب هذا السماد إلى المسطحات المائية البارزة، مثل نهر الأردن، مما يؤدي إلى تلوث المياه وعدم صلاحيتها للاستهلاك البشري. وتساهم محطات معالجة مياه الصرف الصحي أيضًا في تلوث نهر الأردن وموارد المياه الأخرى. لقد أدى الطلب المتزايد على توفير خدمات معالجة مياه الصرف الصحي إلى تخلف المنشآت الصناعية والبلدية عن الركب – فالبنية التحتية الحالية غير قادرة على مواكبة ذلك.
لمزيد من المعلومات، راجع إمدادات المياه والصرف الصحي في الأردن

## جودة الهواء
يؤدي عوادم المحركات واستخدام مكيفات الهواء والممارسات الأخرى التي تستهلك الكثير من الطاقة أو الوقود إلى إطلاق انبعاثات غازات دفيئة ضارة في الغلاف الجوي. عند إطلاقها في الغلاف الجوي للأردن، يتم تضخيم تأثير الاحتباس الحراري، مما يؤثر سلبًا على جودة الهواء في الأردن. الصناعات الأساسية التي تؤثر على مناخ الأردن، على الرغم من أنه لا يعتبر دولة صناعية، هي صناعة النسيج والتعدين.
يُوصف جودة الهواء في الأردن بأنها "غير آمنة إلى حد ما" بسبب زيادة وجود الجسيمات من الصناعات المذكورة أعلاه والممارسات اليومية. تحتوي الأردن على خمسة أضعاف كمية الجسيمات الدقيقة مما هو موضح في إرشادات منظمة الصحة العالمية. كان تلوث الهواء في الأردن مسؤولاً عن 20% من الوفيات المرتبطة بالسكتات الدماغية وأمراض القلب – على الرغم من أن تلوث الهواء مسؤول عن عدد لا يحصى من المشكلات الصحية، إلا أن هذه المشكلات كانت الأكثر بروزًا في الأردن.
إن جودة الهواء في الأردن تتأثر بشكل كبير بنموها الاقتصادي. يتم قياس تأثير الاقتصاد على البيئة في المقام الأول باستخدام منحنى كوزنتس البيئي الذي يشير إلى أنه مع نمو الاقتصاد، يزداد التلوث أولاً ثم ينخفض بمجرد وصول الدولة إلى مستوى معين من التنمية الاقتصادية. في حين يستمر الاقتصاد الأردني في النمو وتزداد التلوث، بدأت البلاد في إدارة هذا الأمر بشكل أكثر فعالية، لكن تلوث الهواء لا يزال يشكل مصدر قلق صحي، وخاصة في المناطق الحضرية.

## إدارة النفايات
في ستينيات القرن العشرين، قام الأردن بمحاولات لتحسين أنظمة معالجة مياه الصرف الصحي بافتتاح نظام تجميع ومعالجة مياه الصرف الصحي في عين غزال الواقع بالقرب من العاصمة عمّان. إلا أن الزيادة السكانية التي اجتاحت النظام إلى جانب التكنولوجيا القديمة وغير الفعالة جعلت هذه المنشأة غير مجدية في معالجة المياه، مما أدى إلى تلوث المياه الجوفية والسطحية في المنطقة.
إن الممارسات الصناعية، وخاصة تلك المتعلقة بالمصانع التي تتعامل مع المعادن الثقيلة، والتي لا تأخذ إدارة النفايات في الاعتبار، يمكن أن تؤثر سلبًا على البيئة أيضًا. تم العثور على معدلات عالية من تلوث التربة في وسط الأردن حول مصنع للصلب مع وجود معدلات عالية من المعادن مثل الحديد والكروم والمنجنيز الموجودة في التربة السطحية. يتم إطلاق هذه المعادن أثناء استخراج المواد الخام والحفر والمعالجة الصناعية. يتواجد الغبار الناتج عن هذه الأنشطة في الغالب على التربة السطحية الموجودة بالقرب من هذه المصانع ويمكن أن يكون ضارًا بصحة الإنسان.

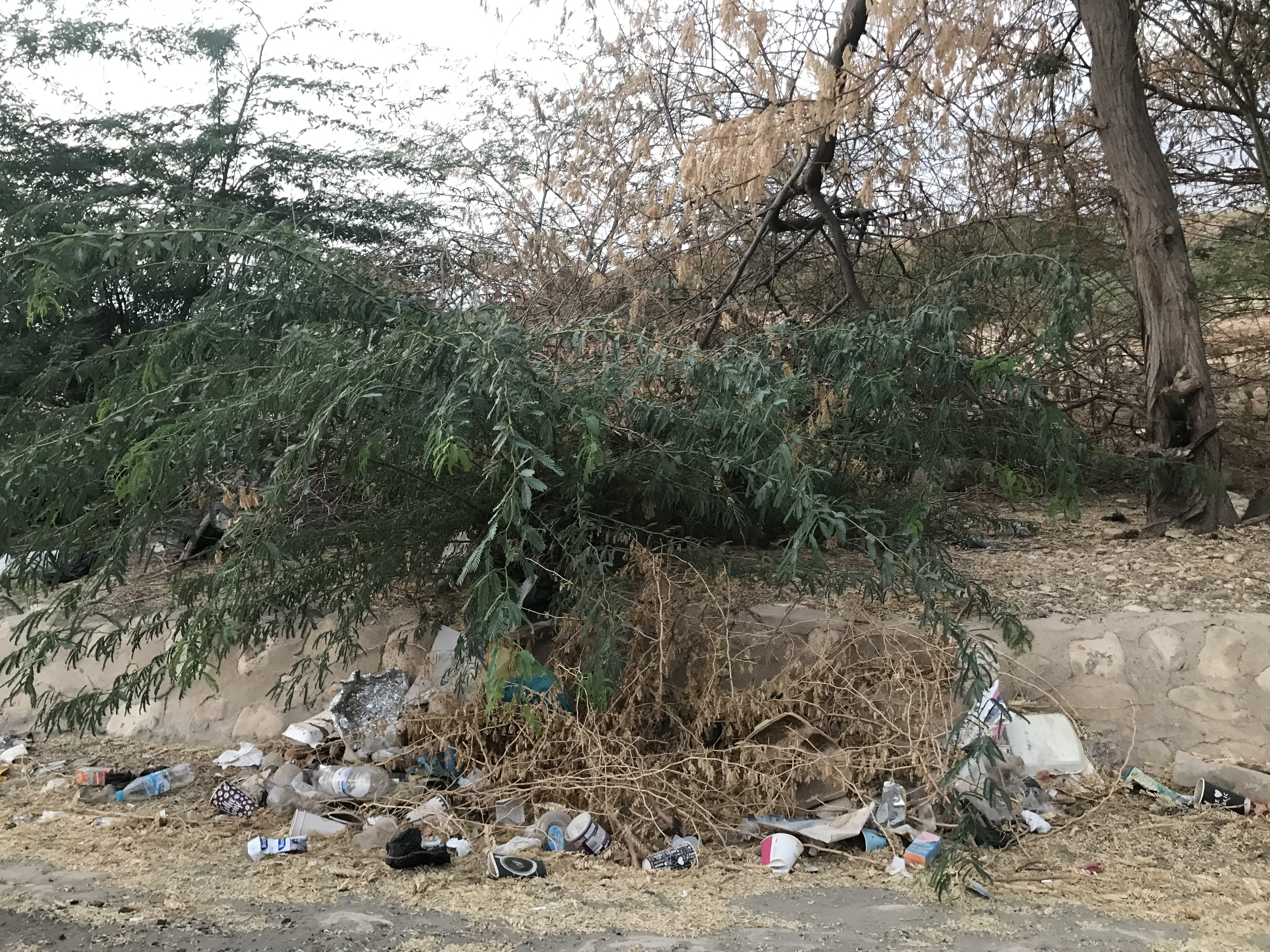
نفايات متراكمة على طول طريق في الأردن

وتشكل إدارة النفايات الصلبة مجالا آخر للتنمية في الأردن. إن الأردن لديه تطبيق محدود لممارسات إدارة النفايات مما أدى إلى انتشار القمامة وتدهور أنظمة جمعها. يستقبل موقع النفايات البلدية المتوسط في الأردن حوالي 3700 طن يوميًا، والتي يتم توليدها في المقام الأول من المصادر الزراعية والبلدية والصناعية. أدى افتقار الأردن إلى ممارسات إعادة التدوير والفرز السليمة إلى ظهور جامعي النفايات، وهم في العادة أشخاص من المناطق الأكثر فقراً يبحثون عن النفايات لبيعها من أجل تخفيف الصعوبات المالية.
وضع الأردن استراتيجية وطنية لإدارة النفايات الصلبة (2015–2024) لإنشاء أنظمة مناسبة لإعادة التدوير والفرز. على المدى القصير، يخطط الأردن لتوسيع خطط إعادة تدوير النفايات الصلبة الصلبة بحلول عام 2024. وكاستراتيجية طويلة الأجل، يهدف الأردن إلى إنشاء مرافق معالجة النفايات الميكانيكية والبيولوجية بحلول عام 2034.

## التنوع البيولوجي
كان النشاط البشري هو السبب الرئيسي لتناقص التنوع البيولوجي في الأردن.ويشمل ذلك الممارسات الزراعية التي تزيد من استخدام مبيدات الآفات والأسمدة الضارة بالنباتات والحيوانات المحلية، وحرق الوقود الأحفوري، والصيد الجائر، والتحضر والتلوث العام. وقد ساهمت هذه الممارسات في تدمير النظم الإيكولوجية وإلحاق الضرر بالنباتات والحيوانات.وقد قلل نقص التنوع في هذه النظم الإيكولوجية من مرونتها، مما جعلها أكثر عرضة للانقراض.

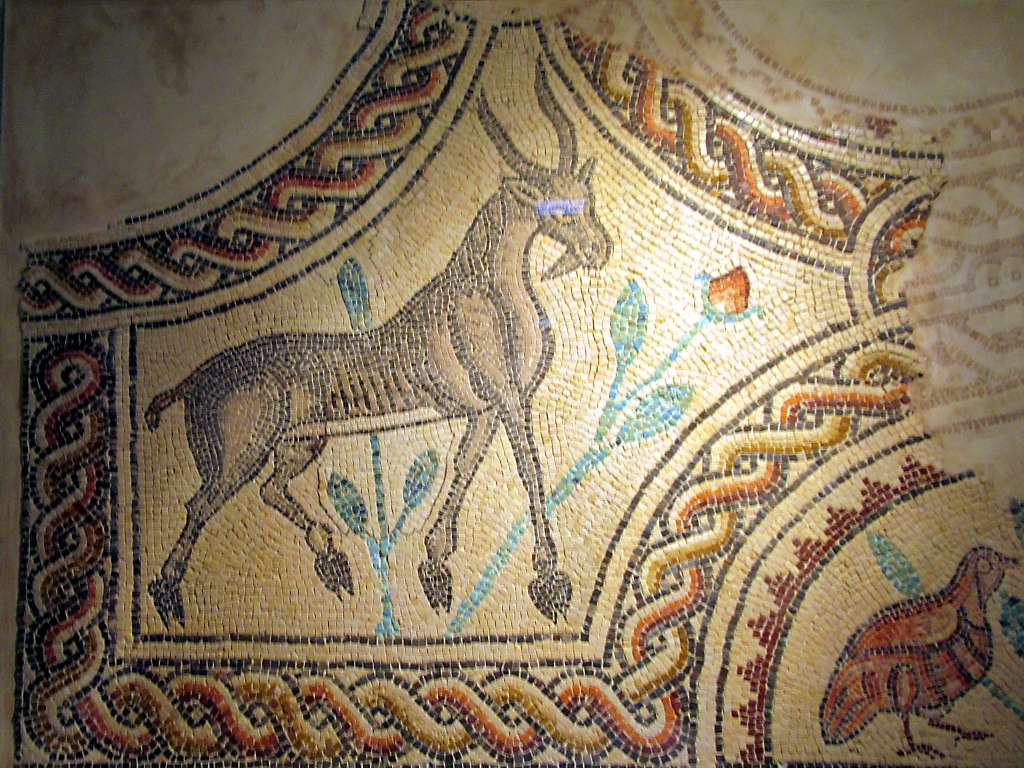
الصور التاريخية للغزال، الأردن

### الصيد الجائر
لوحظ انخفاض في أعداد الثدييات الكبيرة مثل الوعل النوبي والضبع المخطط وابن آوى والذئب العربي بسبب الصيد الجائر. تعمل المنظمات الحكومية الأردنية على تنظيم الصيد لحماية الأنواع المهددة بالانقراض والحفاظ على استقرار أعدادها منذ عام 1934، ولكن لا يزال الصيد الجائر يمثل مشكلة كبيرة اليوم.
الصيد من الممارسات التي يصعب تنظيمها في الأردن. وتفتقر الحكومة إلى المبادرة لتنظيم هذه الممارسات وإنفاذ قوانين الصيد. تشير التقديرات إلى أن عدد الصيادين غير المرخصين أكبر من الصيادين المرخصين في الأردن، حيث يقدر عدد الصيادين المرخصين بـ4،000 صياد مرخصين و5،000 إلى 16،000 صياد غير مرخص. هناك أيضًا نقص عام في فهم أهمية الحفاظ على الحياة البرية في الأردن. في الفترة ما بين يناير 2015 و2016، وجدت دراسة أن سبع مجموعات صيد على فيسبوك في الأردن سجلت قتلها 4،707 حيوانًا محليًا من 59 نوعًا من الحيوانات المحلية. وخلال هذه الفترة الزمنية، تم قتل ما لا يقل عن 34 نوعًا محميًا أيضًا.

### الرعي الجائر
يؤدي الرعي الجائر إلى تآكل التربة الذي يمكن أن يؤدي إلى انهيارات أرضية، وهي الأكثر شيوعاً في مرتفعات الأردن، مما يؤدي إلى تدمير مساحات من الغطاء النباتي والأراضي التي تستخدمها الحيوانات المحلية للغذاء والمأوى. وهذا بدوره يؤثر سلباً على أعداد الحيوانات في الأردن وكذلك على التنوع البيولوجي النباتي. وعلاوة على ذلك، يؤدي الرعي الجائر إلى التصحر الذي يزيد من الجسيمات في الهواء التي تضر بالبشر والحياة البرية على حد سواء.

## السياسات

### سياسة الأردن الوطنية لتغير المناخ 2022–2050 في الأردن
تحدد سياسة الأردن في مجال التغير المناخي أهدافها للوصول إلى الحياد الكربوني بحلول عام 2050. تتماشى هذه السياسة مع رؤية التحديث الاقتصادي في الأردن واتفاقية الأمم المتحدة الإطارية بشأن تغير المناخ. أولاً، الحد من انبعاثات غازات الاحتباس الحراري وتعزيز الاقتصاد منخفض الكربون. ثانياً، زيادة القدرة على التكيف مع المناخ وتقليل تعرض الأردن لتغير المناخ. ثالثاً، تعزيز التنمية المستدامة وتحسين نوعية الحياة من خلال خلق فرص العمل وتحسين الأمن الغذائي والمائي وأمن الطاقة.

### الاستراتيجية الوطنية للمياه 2023–2040
تهدف وزارة المياه والري إلى تحسين توافر المياه ونوعيتها من خلال الحفاظ على مصادر المياه الجوفية والسطحية والتخفيف من استخدام المياه لتكون أقل استهلاكاً للمياه. من المقرر أن يتم ذلك من خلال تحسين مرافق معالجة مياه الصرف الصحي الحالية من خلال التطوير التكنولوجي والبدء في دمج مياه الصرف الصحي هذه في الزراعة وتقليل استخدام المياه في الزراعة. في عام 2022، التزمت الوزارة بتقليل الفاقد من المياه بنسبة 25% بحلول عام 2040.
تخطط الوزارة لتطوير التكنولوجيا المستخدمة في مرافق مياه الصرف الصحي القائمة في الأردن والبالغ عددها 33 مرفقًا من خلال زيادة قدرات معالجة المواد السامة وغير العضوية ودمج جزء أكبر من هذه المياه المعالجة في الزراعة. ونظراً لنقص المياه، من الضروري إعادة تدوير جزء أكبر من المياه في الأردن.
وفي القطاع الزراعي، تهدف الوزارة إلى الحد من استخدام المياه في الري، حيث يستخدم المزارعون الأردنيون خمسة أضعاف كمية المياه اللازمة للري.

### مبادرة الإدارة المتكاملة للمناظر الطبيعية في الأردن
يهدف هذا المشروع إلى التخفيف من آثار تغير المناخ في الأردن من خلال نهج متكامل يتضمن استخدام الأراضي والمياه لتحسين التنوع البيولوجي إلى جانب الصحة العامة والنظام البيئي. يركز هذا المشروع بشكل خاص على ندرة المياه في شمال وادي الأردن من خلال استهداف ثلاث مجتمعات زراعية صغيرة النطاق – حوض اليرموك، وحوض عمان الزرقاء، وحوض وادي الأردن. وتخطط المبادرة لزيادة إمدادات المياه السنوية في الأردن بمقدار 9 ملايين متر مكعب وزيادة الأمن المائي والقدرة على التكيف مع المناخ لـ 750 ألف من سكان وادي الأردن. سيتم تدريب السكان المحليين على الممارسات المستدامة المقاومة للمناخ مثل زراعة الخضروات، وتربية النحل، والممارسات الزراعية الموفرة للمياه. نظام الطاقة الشمسية العائم على قناة الملك عبد الله والذي يهدف في الوقت نفسه إلى تقليل تبخر المياه وإنتاج الطاقة المستدامة.

## النشاط البيئي

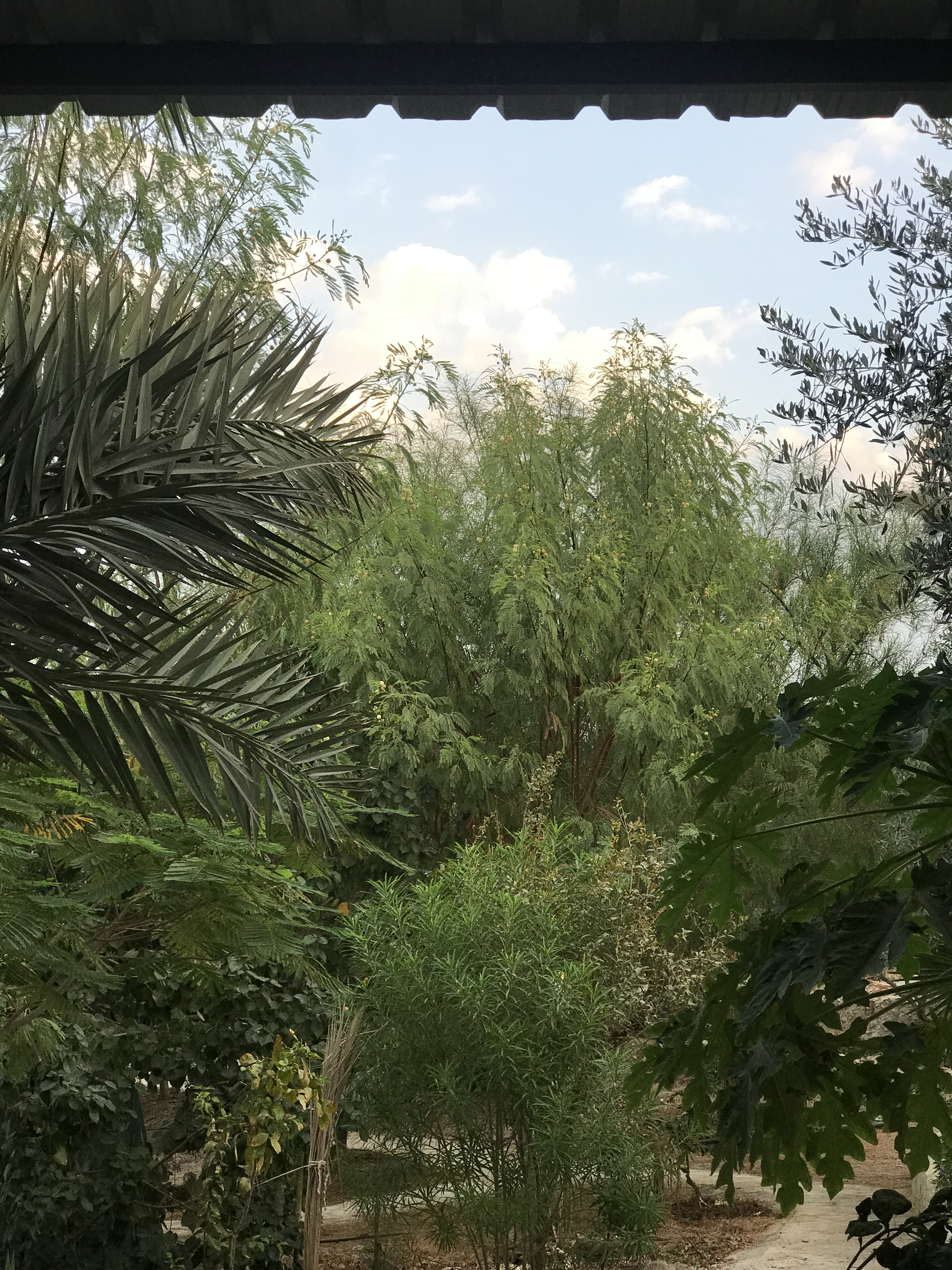
مشروع تخضير الصحراء 2 لتهيئة واحات في منطقة البلقاء بالقرب من البحر الميت

### مشروع تعزيز مشاركة المرأة في قطاع إدارة النفايات الصلبة التابع لبرنامج الأمم المتحدة الإنمائي
تقع هذه المبادرة في شمال الأردن وتركز على تعزيز تمكين المرأة والاستدامة. تتولى النساء مسؤولية مجموعة متنوعة من المهام بما في ذلك فرز وجمع النفايات الصلبة من مدافن النفايات مما يقلل من الآثار السلبية للتلوث، والتسويق، والمشاركة في إنتاج الأسمدة العضوية. ويحسن استخدام الأسمدة العضوية من خصوبة التربة ويساعد في إعادة تدوير المواد العضوية عن طريق تقليل انبعاثات غازات الاحتباس الحراري مع تحلل النفايات.
وقد ساهم هذا المشروع في تعزيز الاقتصاد المحلي من خلال توفير فرص عمل للنساء، وأسمدة عضوية بأسعار معقولة للمزارعين، وخفض تكاليف إدارة النفايات بالنسبة للسلطات المحلية.

### برنامج منح منظمة الأغذية والزراعة (الفاو) ”التحول إلى نظم غذائية زراعية أكثر كفاءة وشمولية ومرونة واستدامة
وبتمويل من الحكومة النرويجية، تزود هذه المنحة المقدمة من منظمة الأغذية والزراعة الناس بالمعرفة فيما يتعلق بممارسات الإنتاج الغذائي المستدام. وبمجرد أن يضعوا هذه الممارسات موضع التنفيذ من خلال الزراعة، يتيح لهم التمويل الصغير من منظمة الأغذية والزراعة الفرصة لبيع منتجاتهم في السوق. ويوفر هذا المشروع للناس الاستقلال المالي والأمن الغذائي المستدام ذاتيًا، وفي الوقت نفسه تحسين الأراضي المحلية. وقد خلق هذا البرنامج 300 فرصة عمل بالفعل للسكان المحليين.

### إيكوبيس الشرق الأوسط
منظمة إيكوبيس الشرق الأوسط هي منظمة تركز على تعبئة السكان المحليين للمشاركة في الجهود التعليمية والتعاونية المتعلقة بالمناخ وسن تشريعات تقدمية بشأن المناخ.
في عام 2019، أطلق برنامج ”إيكوبيس“ برنامج القيادة الشبابية للأشخاص الذين تتراوح أعمارهم بين 20 و35 عامًا لممارسة مهاراتهم المهنية والدبلوماسية والتفاوضية من خلال الحوار مع مهنيين شباب آخرين من الإسرائيليين والفلسطينيين والأردنيين. تستند هذه الحوارات بشكل أساسي إلى قضايا المياه وتوفر منصة للشباب لإنشاء شبكات تواصل وتعزيز بيئة للتغيير الاجتماعي والسياسي.